# Vladislav III. Vlaški
Vladislav III. (romunsko Vladislav al III-lea) je bil nečak Vladislava II. Vlaškega in vlaški knez, * ni znano, † ni znano.
Vladislav se je s pomočjo Osmanskega cesarstva trikrat dokopal do vlaškega prestola. Prvič je vladal od aprila 1523 do 8. novembra istega leta, drugič od junija do septembra  1524 in tretjič od 19. aprila do avgusta  1525. Njegova največja nasprotnika nista bila samo Radu V. Afumatski, ampak tudi pretendent Radu VI. Bădica in močna bojarska družina Craiovescu. Vladislav je po avgustu 1525 izginil iz zgodovine.

## Vir
- Constantin C.Giurescu, Dinu C.Giurescu. Istoria Romanilor volume II (1352-1606), Bukarešta 1976, str. 232–237.

| Vladislav III. Vlaški Rojen: ni znano Umrl: ni znano |                  |                     |
| Vladarski nazivi                                     |                  |                     |
| Predhodnik: Radu V.                                  | Vlaški knez 1523 | Naslednik: Radu VI. |
| Predhodnik: Radu V.                                  | Vlaški knez 1524 | Naslednik: Radu V.  |
| Predhodnik: Radu V.                                  | Vlaški knez 1525 | Naslednik: Radu V.  |